# Patagón (carro armato)
Il Patagón è un carro armato leggero sviluppato in Argentina nei primi anni del 2000, che dovrebbe entrare in servizio con l'Ejército Argentino. Si basa su un telaio SK-105 Kürassier con una torretta AMX-13 rinnovata. Il progetto è stato annullato a fine 2008.

## Storia

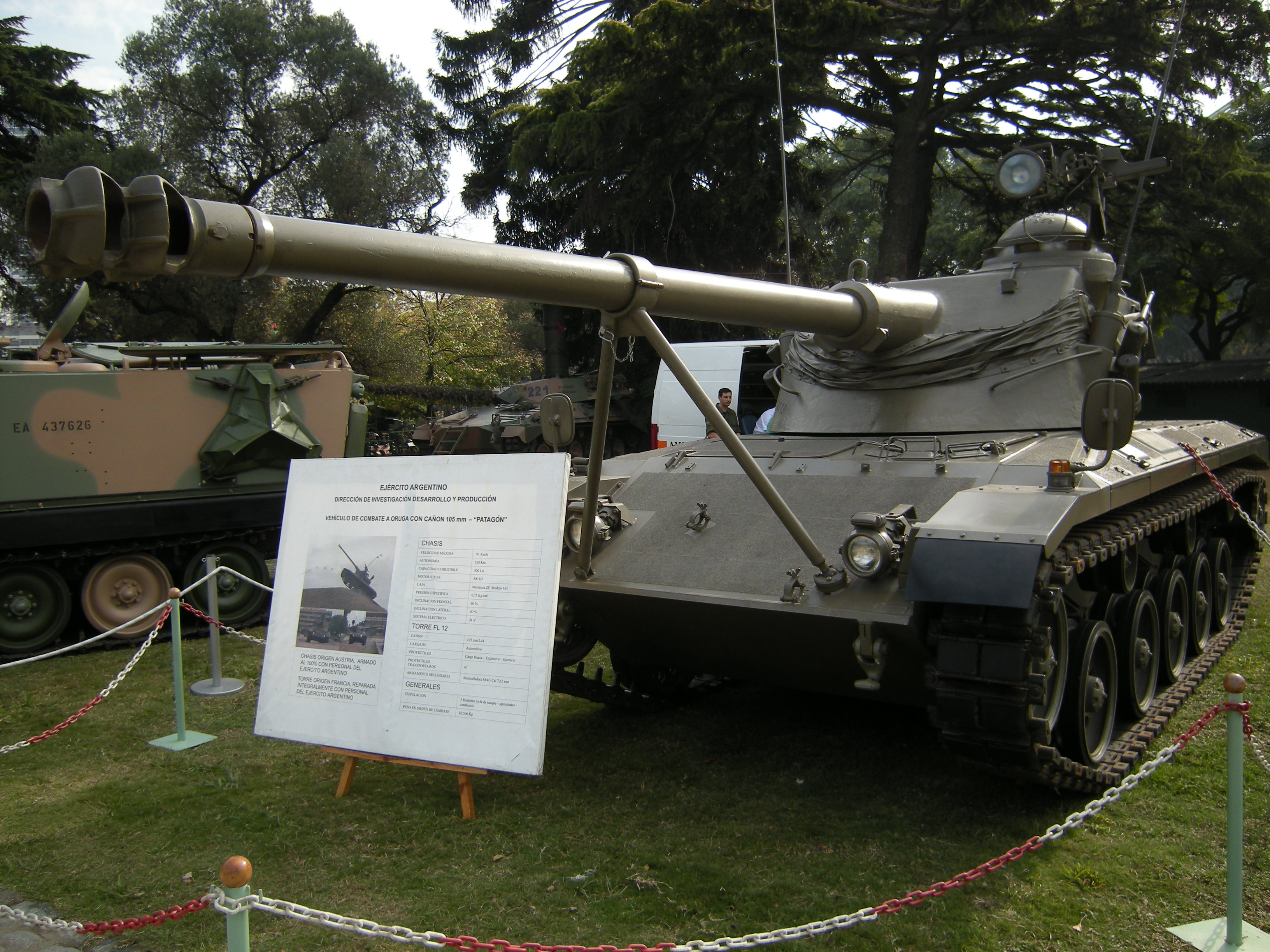
Prototipo "Patagón" visualizzato alla mostra dell'Esercito Argentino nel Maggio 2008. Notare il cartello con sintesi dei dati tecnici

Nel 2003 l'Esercito Argentino ha definito gli obiettivi per aumentare le sue capacità, tra i quali la nazionalizzazione della produzione dei suoi materiali; il progetto VC SK-105 "Patagón" era parte di quello sforzo È stato progettato di convertire ed aggiornare fino a 40 veicoli con un costo previsto di 23,4 milioni di dollari nel periodo 2005-2009; questi veicoli sarebbero stati assemblati a Comodoro Rivadavia e forniti alle unità dell'esercito con sede in Patagonia
Il veicolo si compone di un telaio SK-105 Kürassier che monta una torretta oscillante FL-12 ristrutturata, armata con un cannone da 105 mm, ottenuta da carri armati AMX-13 obsoleti. Entrambi i veicoli erano in servizio con l'Esercito argentino nei primi anni 2000. La maggior parte delle specifiche tecniche dal Patagón sono simili a quelle dell'SK-105
Il prototipo Patagón è stato presentato il 22 novembre 2005; il progetto è stato tuttavia annullato alla fine del 2008, in quanto ritenuto antieconomico.

## Produzione
A fine 2014 sono stati completate quattro unità, oltre al prototipo presentato nel 2005.

## Utilizzatori
- Argentina Ejército Argentino[9]